# 皮托管

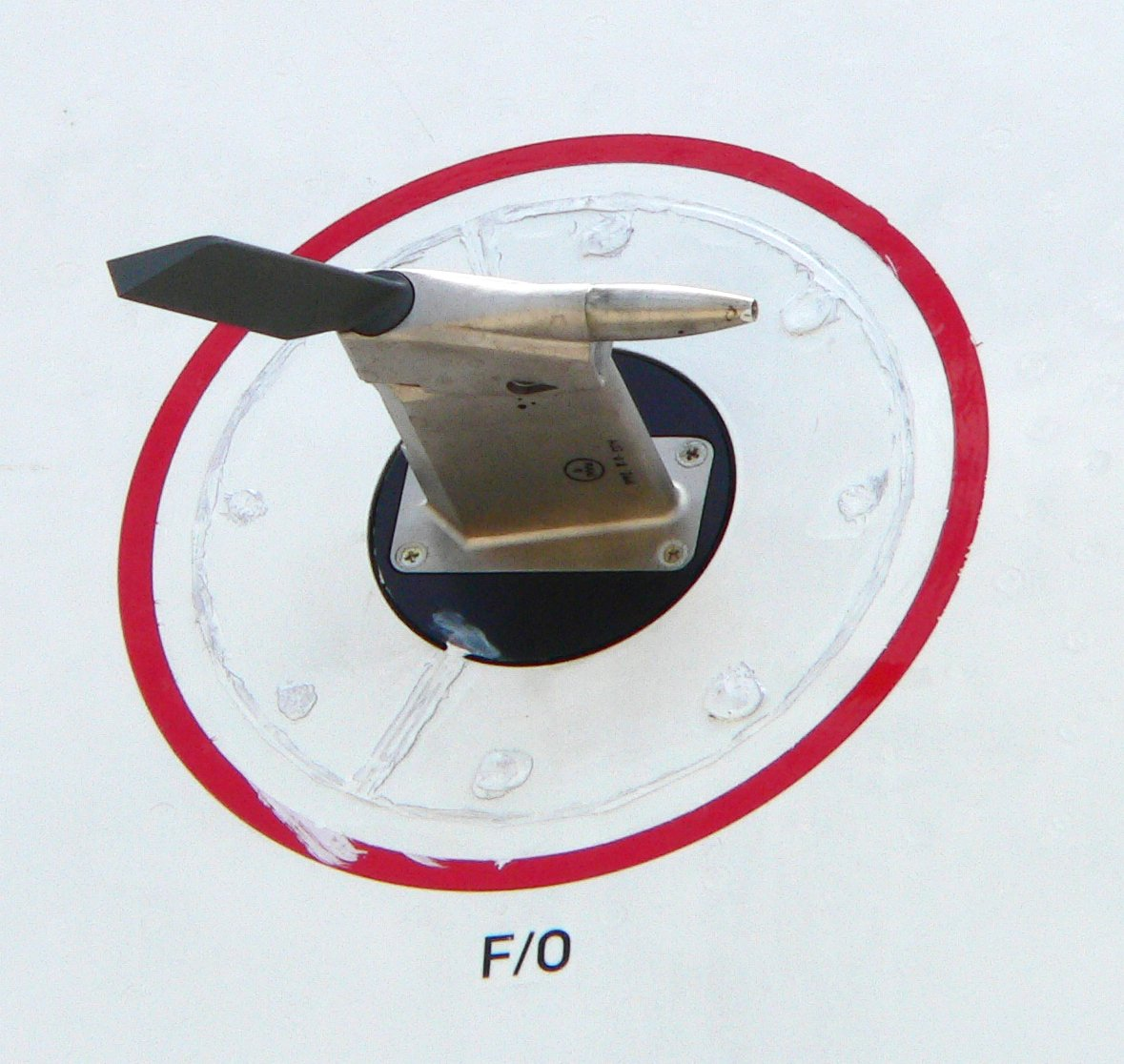
飞机使用皮托管测量空速。图中为空中客车A380的空速管和攻角叶片，气流从该设备右边流入，左边流出。

皮托管的分类

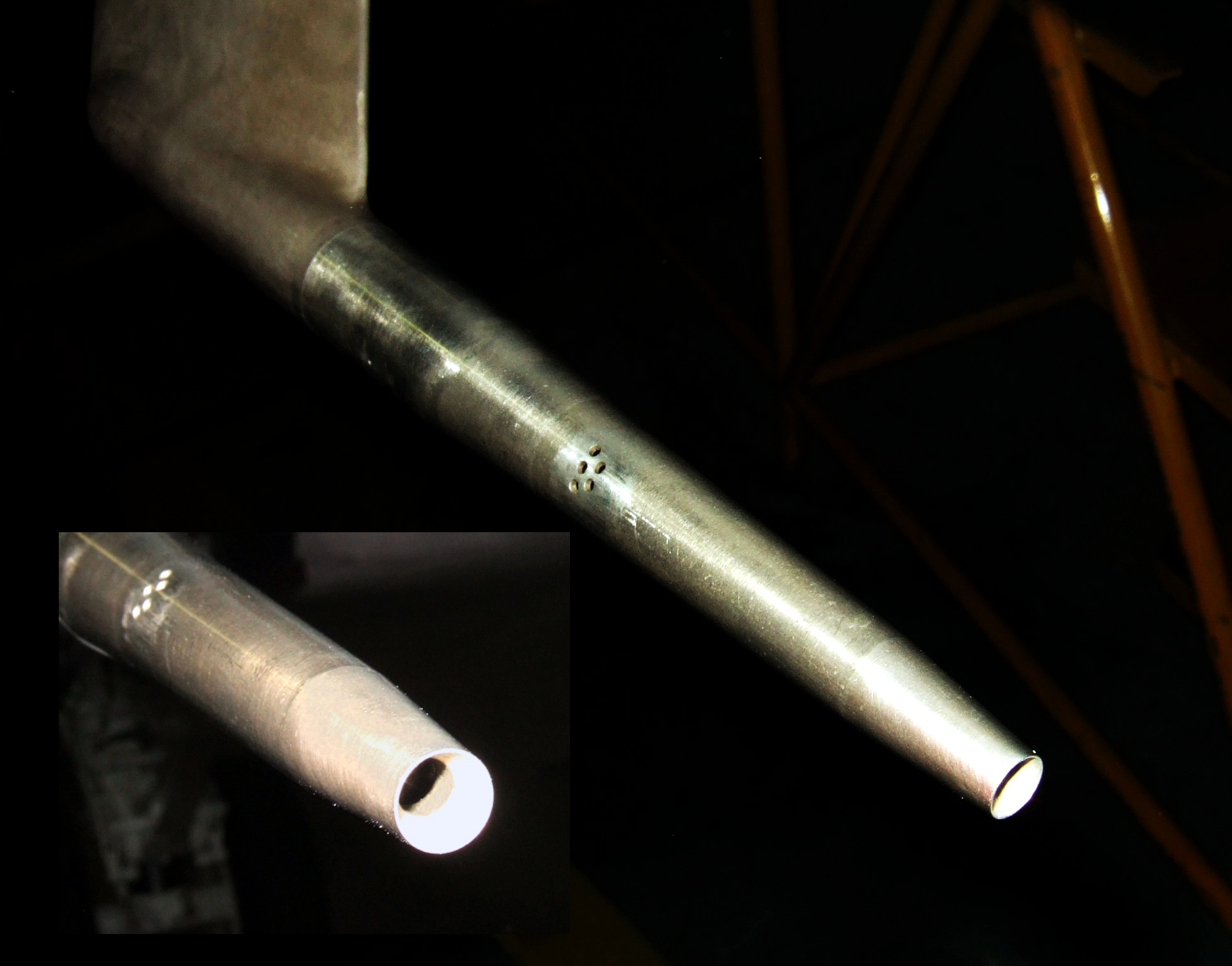
F/A-18的皮托管

皮托管（法語：pitot，發音： /ˈpiːtoʊ/，又称空速管、皮氏管）是一种测量压强的仪器，可用来测量流体运动速度。皮托管由法国工程师亨利·皮托于十八世纪初发明，并在十九世纪中叶由法国科学家亨利·达西改进为现在的样子。皮托管通常用于测量飞行器的空速和工业设施中的气体的流动速度。皮托管可用于测量某给定点的局部速度而不是整条管线的平均速度。

## 原理
最基本的皮托管具有一个直接处于流體中的管道。可在此管充有流体后测量其压差；由于管道中并无出口，流体便在管中停滞。此时测量的压强为流体的滞压，也称为总压。
滞压本身并不能测量流体速度，但是伯努利定律指出：
滞压 = 静压 + 动压
可改写为：
{\displaystyle p_{t}=p_{s}+\left({\frac {\rho V^{2}}{2}}\right)}
解出速度为：
{\displaystyle V={\sqrt {\frac {2(p_{t}-p_{s})}{\rho }}}}
需要注意的是，此等式仅适用于不可压缩流体；本等式中：
- {\displaystyle V}为流体速度；
- {\displaystyle p_{t}}为滞压；
- {\displaystyle p_{s}}为静压；
- {\displaystyle \rho }为流体密度。

上式中压力改变量{\displaystyle p_{2}} – {\displaystyle p_{1}}或{\displaystyle \Delta p}可由压力计读数{\displaystyle \Delta h}得出：
{\displaystyle \Delta p=\rho g\Delta h}
本等式中：
- {\displaystyle \rho }为压力计中为流体密度
- {\displaystyle \Delta h}为压力计读数

动压是滞压和静压之差。静压通常由机身侧面的静压孔测得。动压通过在一密闭容器中的膜片测得：若膜片一侧的空气压强与静压相同，另一侧与总压相同，则膜片的偏转程度与动压成正比。测得动压后便可测量飞行器速。该膜片通常位于空速计中。空速计通过一些机械将压力表示为空速表读数。
静压孔和皮托管还可组合为皮托静压管。此装置在原有皮托管外另套有一管。外管于大气相不直接处于气流中并被用来测量静压。

## 皮托管相關的航空事故
飞机上的皮托管通常带有加热设备以防止皮托管被冰堵塞。皮托管失效会造成灾难性后果。一架X-31因皮托管失效而失事。，1997年發生的阿根廷南方航空2553號班機空難經調查可能是皮托管結冰。法國航空事故調查處BEA曾说皮托管结冰是法国航空447号航班失事原因之一。
有幾起航空事故肇因於皮托管被異物阻塞。如1996年10月2日發生的秘魯航空603號班機空難，其原因是皮托管的靜壓孔在飛機清洗前被貼上膠布遮蓋，起飛前卻沒有移除，導致飛機儀表異常讓機師誤判而墜毀。同一年發生的伯根航空301號班機空難經調查可能是飛機停留期間皮托管未蓋上保護蓋而使胡蜂入內築巢堵塞。

## 工业应用
工业上一些流体的速度很难由馬赫空速表测得。此时可使用皮托管测量速度。

## 脚注
1. ↑  Pitot, Henri.  (PDF). Histoire de l'Académie royale des sciences avec les mémoires de mathématique et de physique tirés des registres de cette Académie. 1732: 363–376  [2009-06-19]. （原始内容存档于2014-06-13）.
2. ↑  Darcy, Henry.  (PDF). Annales des Ponts et Chaussées. 1858: 351–359  [2009-07-31]. （原始内容存档于2015-12-06）.
3. ↑  Geankoplis, C.J.  4th. New Jersey: Prentice Hall. 2003.
4. ↑  "How Aircraft Instruments Work." （页面存档备份，存于） Popular Science, March 1944, pp. 116.
5. ↑  .   [2012-11-28]. （原始内容存档于2012-10-24）.
6. ↑  . Reuters. 5 July 2012  [5 October 2012]. （原始内容存档于2012-07-08）.